# Sami Hyypiä
Sami Tuomas Hyypiä (* 7. Oktober 1973 in Porvoo) ist ein ehemaliger finnischer Fußballspieler und heutiger Fußballtrainer.
Der groß gewachsene Innenverteidiger feierte seine größten Erfolge beim englischen Club FC Liverpool. Dort gewann er jeweils zweimal den FA Cup (2001 und 2006) und den Ligapokal (2001 und 2003) sowie 2001 den UEFA-Pokal und 2005 die Champions League. Dazu bestritt er 105 Länderspiele für die finnische A-Nationalmannschaft; neunmal war er Fußballer des Jahres in Finnland (sowohl in der Journalisten- als auch in der Verbandswertung).

## Sportliche Laufbahn

### Vereinskarriere

#### Anfänge in Finnland
Hyypiä begann seine aktive Karriere im Jahre 1980 im Nachwuchsbereich des Fußballklubs Voikkaan Pallo-Peikot. Dort war schon sein Vater als Innenverteidiger im Herrenteam aktiv gewesen und auch die Mutter als Torhüterin einer Amateurmannschaft ging demselben Sport nach. Der Filius hatte sich zwar gleichsam für Eishockey interessiert, aber die Entscheidung fiel zugunsten des Fußballs. Im Jahre 1989 gelang ihm der Sprung in den Seniorenbereich und er bestritt drei Drittligaspiele. Nachdem er vor der Spielzeit 1990 zu Kumu Kuusankoski gewechselt war, kam er dort anfangs in der Jugend zum Einsatz, absolvierte im Jahr 1991 allerdings auch 19 Meisterschaftsspiele. Während dieser Zeit hatte er bereits seinen elfmonatigen Wehrdienst in der Armee abgeleistet und sich damit frühzeitig einer Pflicht entledigt, die ihm ansonsten bei einem möglichen Wechsel ins Ausland hinderlich gewesen wäre. Bei seiner Rückkehr zog er durch gute Leistungen die Aufmerksamkeit des Trainers von MyPa Anjalankoski auf sich und in der Folge wechselte Hyypiä zum finnischen Erstligaaufsteiger.
Vier Spielzeiten verbrachte Hyypiä mit MyPa in der höchsten finnischen Spielklasse. Dabei gewann der Klub drei Vizemeisterschaften und zweimal den finnischen Pokal. In seinem letzten Pflichtspiel für den Verein, dem 1995er Pokalfinale, köpfte er das entscheidende 1:0-Siegtor, womit MyPa für den Europapokal der Pokalsieger qualifiziert war und dort später dem FC Liverpool zugelost wurde. Zu diesem Zeitpunkt hatte Hyypiä jedoch Finnland schon den Rücken gekehrt und nach Probetrainingseinheiten bei Newcastle United, Samsunspor und Werder Bremen verpflichtete ihn 1995 der niederländische Klub Willem II Tilburg.

#### Willem II Tilburg
In Tilburg fand sich der Neuling schnell gut zurecht und besonders unter Co Adriaanse (Spitzname „Psycho Co“), der 1997 das Cheftraineramt übernahm und ein strenges Regiment führte, schwang sich die Mannschaft zu einer der Topmannschaften in der Ehrendivision auf. Mit Hyypiä im Abwehrzentrum schloss Willem II die Saison 1997/98 auf dem fünften Rang auf. Damit qualifizierte sich der Klub erstmals für einen europäischen Wettbewerb und obwohl dort Betis Sevilla den Weg bereits in der zweiten Runde des UEFA-Pokals beendete, verbesserte sich die Mannschaft in der Liga ein weiteres Mal mit dem Gewinn der Vizemeisterschaft 1999. Dies bedeutete auch die automatische Qualifikation für die Champions League und in Anerkennung seiner guten Leistungen wurde Hyypiä von den Fans des Vereins zum Spieler der Saison gewählt.

#### FC Liverpool

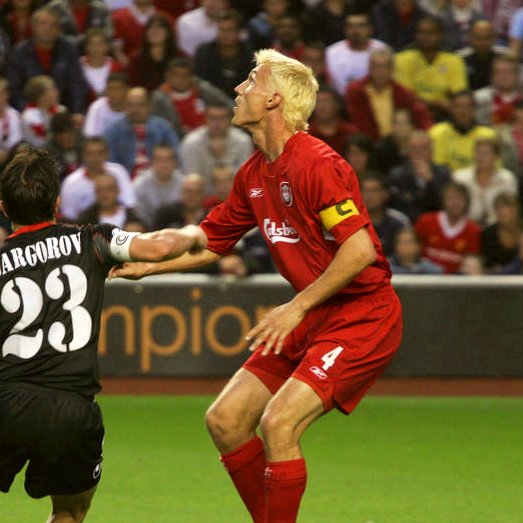
Hyypiä 2006 im Trikot des FC Liverpool

Beim FC Liverpool war man dringend auf der Suche nach einer Verstärkung des Defensivverbunds, denn zuvor hatte die Mannschaft unter Roy Evans zwar zahlreiche Tore erzielt, aber auch nicht wenige kassiert. Unter dem neuen Trainer Gérard Houllier und dessen Assistenten Phil Thompson, der selbst ein langjährig erfolgreicher Innenverteidiger in Liverpool gewesen war, verhalf Hyypiä zu der gewünschten Stabilisierung. Gemeinsam mit dem ebenfalls 1999 verpflichteten Stéphane Henchoz bildete er fortan ein zuverlässiges Abwehrzentrum und aufgrund seiner kräftigen Statur und der gleichsam technischen Fertigkeiten im Passspiel war er früh eine Leitfigur im Team. Bereits in seiner ersten Saison vertrat er die verletzten Robbie Fowler und Jamie Redknapp als Kapitän und als diese 2001 und 2002 den Verein verließen, übernahm er die Rolle des Mannschaftsführers dauerhaft. Er war damit der erste Liverpool-Kapitän, der nicht von den Britischen Inseln stammte. Bemerkenswert bei seinem Defensivspiel war, dass Hyypiä oft ohne übertriebene Zweikampfhärte auskam und zwischen Januar 2000 und Oktober 2001 in 87 Spielen in Serie für Liverpool ohne Verwarnung blieb. Eine zwischenzeitliche Krise zwischen 2002 und 2003 führte dazu, dass Houllier das aufstrebende „Eigengewächs“ Steven Gerrard, der zu dem Zeitpunkt 23 Jahre alt war, im Oktober 2003 zum neuen Kapitän ernannte – eine Entscheidung, die Hyypiä klaglos akzeptierte.
Wenngleich sein Hauptverantwortungsbereich in der Abwehr lag, gelang es ihm auch häufig vor dem gegnerischen Tor für Unruhe zu sorgen. Er schoss während seiner Zeit in Liverpool 35 Pflichtspieltore und übertraf damit namhafte Vorgänger des Klubs auf seiner Position wie Alan Hansen, Mark Lawrenson, Phil Thompson und Ron Yeats. Er erzielte dabei den ersten Treffer im September 1999 gegen Manchester United und den letzten in einem Heimspiel gegen Newcastle United (5:1), drei Tage nach Weihnachten 2008. Seine drei bekanntesten Tore gelangen ihm in der Champions League jeweils in einem Viertelfinale gegen Bayer 04 Leverkusen (2002), Juventus Turin (2005) und den FC Arsenal (2008), wobei Hyypiä selbst den Treffer mit links gegen Juventus, das zum knappen Weiterkommen beitrug und den Weg ins letztlich erfolgreiche Finale in Istanbul ebnete, als sein bestes Tor bezeichnete. Er war ein Schlüsselspieler in der Mannschaft, die die Champions League 2005 gewann und vom 20. November 2001 bis zum 21. Februar 2006 absolvierte er 57 Europapokalspiele ohne Unterbrechung. Nach seiner anfänglichen Abwehrpartnerschaft mit Henchoz bildete er später auch mit Jamie Carragher unter dem ab 2004 neuen Trainer Rafael Benítez eine stabile Innenverteidigung.
Mit Ausnahme der englischen Meisterschaft gewann er sämtliche bedeutenden heimischen Pokaltrophäen (jeweils zweimal den FA Cup (2001 und 2006) und den Ligapokal (2001 und 2003)). Dazu war vier Jahre vor dem Champions-League-Titel der UEFA-Pokal 2001 gekommen. Erst der aufstrebende Daniel Agger sorgte in der Saison 2006/07 dafür, dass Hyypiä seinen Stammplatz verlor. Dadurch mehrten sich im Sommer 2007 die Gerüchte hinsichtlich eines Wechsels, der jedoch zu diesem Zeitpunkt noch nicht stattfand. Stattdessen kehrte er durch Aggers Langzeitverletzung wieder häufiger in die Startelf zurück und trotz der Verpflichtung des Slowaken Martin Škrtel im Januar 2008 auf seiner Position bestritt Hyypiä in der Saison 2007/08 noch einmal 44 Pflichtspiele. Er verlängerte im April 2008 seinen Vertrag um ein Jahr und in seiner zehnten und letzten Saison für Liverpool kam er 19 Mal zum Einsatz. Sein letzter Auftritt war am 24. Mai 2009, als er gegen Tottenham Hotspur für Gerrard eingewechselt wurde und von diesem für die restlichen Minuten die Kapitänsbinde übernahm. Planspiele, die vorsahen, dass Hyypiä in den Trainerstab des FC Liverpool aufsteigen sollte, lehnte der Finne ab, da dieser seine aktive Spielerkarriere noch fortzusetzen beabsichtigte.

#### Bayer Leverkusen

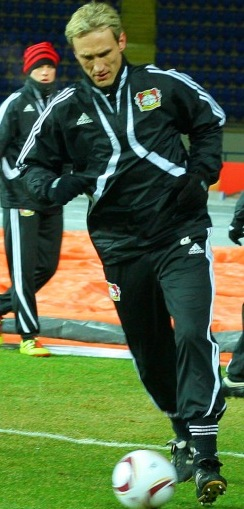
Sami Hyypiä 2011 bei Bayer 04 Leverkusen

Zur Saison 2009/10 wechselte Hyypiä ablösefrei von Liverpool in die deutsche Bundesliga zu Bayer 04 Leverkusen; er unterschrieb einen Zweijahresvertrag. Sein erstes Ligator erzielte er am 24. Januar 2010 im Spiel gegen die TSG 1899 Hoffenheim, in dem er zum zwischenzeitlichen 1:0 traf (Endstand 3:0). In seinem ersten Jahr bei Bayer absolvierte Hyypiä die meisten Ligaspiele. Er verlängerte im August 2010 seinen Vertrag vorzeitig um ein Jahr bis 2012.
Im Jahr darauf wurde er nur in 21 Partien eingesetzt. Deshalb gab er am 2. Mai 2011 sein Karriereende zum Abschluss der Saison bekannt. Nebenbei wurde bekannt, dass er eine Ausbildung zum Fußballlehrer machen wolle, Co-Trainer der finnischen Nationalmannschaft sein und zur Saison 2012/13 den Posten des Co-Trainers bei Bayer 04 Leverkusen übernehmen sollte. Sein letztes Spiel als Aktiver machte er am 7. Mai 2011, als er am 33. Spieltag der Bundesliga gegen den Hamburger SV in der Anfangself stand und nach 33 Minuten durch Eren Derdiyok ersetzt wurde. Am 34. und letzten Spieltag gegen den SC Freiburg saß er nur auf der Bank; zum Ende seiner Karriere wurde er mit Leverkusen deutscher Vizemeister.

### Auswahleinsätze
Hyypiä debütierte am 7. November 1992 als 19-Jähriger in der finnischen Nationalmannschaft gegen Tunesien. Er steht Mitte 2023 mit seinen 105 Länderspielen auf dem geteilten 3. Platz jener Fußballer mit den meisten Einsätzen für sein Land. Er war bis zum Ende der WM-Qualifikation Kapitän der finnischen Nationalmannschaft und der dritte Finne, der es auf 100 Länderspiele brachte. Nach FIFA-Lesart ist Hyypiä nach Jari Litmanen sogar erst der 2. Finne, der 100 Länderspiele erreichen konnte, da der Weltverband ab einem gewissen Zeitraum Partien bei Olympia nicht mehr als offizielle Länderspiele wertet, wodurch Ari Hjelm offiziell nur auf 93 Länderspiele kommt.
Sein 100. Länderspiel bestritt Hyypiä am 12. August 2009 in Stockholm gegen Schweden, in dem Finnland mit 0:1 unterlag. Seinen letzten Einsatz in der Nationalmannschaft hatte er am 12. Oktober 2010 gegen Ungarn (1:2) in der Qualifikation zur Europameisterschaft 2012. Insgesamt war Hyypiä knapp 18 Jahre lang Nationalspieler Finnlands und ist nach Jari Litmanen (21 Jahre) der am längsten in der Nationalmannschaft seines Landes eingesetzte Spieler.

### Palmarès

#### Erfolge
- UEFA-Champions-League-Sieger: 2005; Finalist 2007
- Europäischer Supercup: Sieger 2001 und 2005
- UEFA-Pokal-Sieger: 2001
- FA-Cup-Sieger: 2001 und 2006
- Englischer Ligapokal-Sieger: 2001 und 2003
- Charity-Shield-Sieger: 2001
- Finnischer Pokalsieger: 1992 und 1995
- Deutsche Meisterschaft: Zweiter 2011

#### Auszeichnungen
- Finnlands Sportler des Jahres: 2001
- Finnlands Fußballer des Jahres (Journalisten-Wahl): 1999, 2000, 2001, 2002, 2003, 2005, 2006, 2009, 2010
- Finnlands Fußballer des Jahres (Wahl des finnischen Fußballverbands): 1999, 2001, 2002, 2003, 2005, 2006, 2008, 2009, 2010
- UEFA Team of the Year: 2001
- Mitglied der VDV 11: 2009/10

## Trainerlaufbahn
Nach dem Ende seiner aktiven Karriere absolvierte Hyypiä die ersten Kurse zum Erwerb einer Trainerlizenz. Im Rahmen dieser Ausbildung kehrte er auch für ein Praktikum nach Leverkusen zurück und erhielt ein Angebot, als Co-Trainer die finnische Nationalmannschaft zu unterstützen.
Am 1. April 2012 wurde Hyypiä neuer Teamchef bei Bayer 04 Leverkusen. Er folgte auf Robin Dutt, der nach fünf Pflichtspielniederlagen in Folge freigestellt worden war. Hyypiä sollte die Mannschaft aufgrund der fehlenden Trainerlizenz nur bis Saisonende trainieren und wurde dabei von Sascha Lewandowski als Trainer unterstützt. Aufgrund des erfolgreichen Endspurts unterschrieben die beiden in der Sommerpause jedoch einen neuen Dreijahresvertrag bis zum 30. Juni 2015 Kurz darauf beendete Hyypiä sein Engagement als Co-Trainer der finnischen Nationalmannschaft. Hyypiä und Lewandowski bildeten in der folgenden Saison ein ziemlich einzigartiges Trainer-Duo, bei dem nicht nur Hyypiä, sondern auch Lewandowski im Vordergrund der Berichterstattung stand: Während Hyypiä vor einem Spiel Interviews gab, tat Lewandowski dies nach dem Spiel. Laut Sportdirektor Rudi Völler agierten die beiden weitgehend gleichberechtigt, wobei Hyypiä als Teamchef das letzte Wort hatte.
Nachdem Lewandowski entgegen dem Wunsch von Wolfgang Holzhäuser seinen freiwilligen Rückzug in die Jugendabteilung erklärt hatte, weil ihm das Profigeschäft „ein klein wenig suspekt“ sei, übernahm Hyypiä zur Saison 2013/14 alleine den Posten des Chef-Trainers. Dies war möglich, nachdem er vom finnischen Fußballverband für die Ausbildung zur UEFA Pro Lizenz angemeldet worden war. Am 5. April 2014 wurde Hyypiä als Trainer von Bayer 04 nach zwölf Spielen mit nur einem Sieg entlassen und vorübergehend durch Lewandowski ersetzt.
Im Juni 2014 verpflichtete der englische Zweitligist Brighton & Hove Albion Hyypiä als Nachfolger von Óscar García als neuen Teammanager. Nach sechs Monaten trat er wegen Erfolglosigkeit Ende Dezember 2014 zurück.
Am 21. August 2015 verpflichtete der Schweizer Superligist FC Zürich Hyypiä als Trainer. Er erhielt einen Zweijahresvertrag mit einer Option auf eine Verlängerung um ein weiteres Jahr. Am 12. Mai 2016 ging dieses Engagement wieder zu Ende, nachdem der Klub in Abstiegsnot geraten war.

### Auszeichnungen
- Finnlands Trainer des Jahres: 2012[22]

## Trivia
Hyypiä ist verheiratet und hat zwei Söhne.
Bei seiner Hochzeit 2007 in Helsinki sang Campino von den Toten Hosen auf Wunsch Hyypiäs den Song You’ll Never Walk Alone.
Er lebte mit seiner Familie in der Nähe von Pulheim bei Köln.